# Astronia glauca
Astronia glauca är en tvåhjärtbladig växtart som beskrevs av Elmer Drew Merrill. Astronia glauca ingår i släktet Astronia och familjen Melastomataceae. Inga underarter finns listade i Catalogue of Life.